# 金星8A號
金星8A號又稱做宇宙359號，因為從1963年起，蘇聯對在低地球軌道的人造衛星賦予宇宙的稱號。由於末端節未能成功將金星8A號推向金星，仍然滯留於低地球軌道。